# Apanteles inaron
Apanteles inaron är en stekelart som beskrevs av Nixon 1965. Apanteles inaron ingår i släktet Apanteles och familjen bracksteklar. Inga underarter finns listade i Catalogue of Life.